# Ryvardenia
Ryvardenia — рід деревних грибів родини Polyporaceae. Назва вперше опублікована 1994 року.

## Класифікація
Згідно з базою MycoBank до роду Ryvardenia відносять 2 офіційно визнані види:
- Ryvardenia campyla
- Ryvardenia cretacea